# Lachaise-Klettermaus
Die Lachaise-Klettermaus (Dendromus lachaisei) ist ein wenig erforschtes Nagetier aus der Gattung der Afrikanischen Klettermäuse (Dendromus). Sie wurde 1957 von Maxime Lamotte (1920–2007) am Mont Richard-Molard entdeckt und 2012 von Christiane Denys und Vladimir Aniskine wissenschaftlich beschrieben. Das Artepitheton bezieht sich auf den Entomologen Daniel Lachaise (1947–2006), der damit für seine Forschungsarbeit im westlichen Zentralafrika geehrt wurde.

## Merkmale
Die Lachaise-Klettermaus erreicht eine Kopf-Rumpf-Länge von 55 bis 78 mm, eine Schwanzlänge 79 bis 98 mm, eine Ohrenlänge von 10 bis 13 mm, eine Hinterfußlänge von 15 bis 19 mm und ein Gewicht von ungefähr 11 g. Die Lachaise-Klettermaus ist eine kleine Art mit einem langen Greifschwanz. Das lange, weiche Fell ist hell ockerbraun an der Oberseite und reinweiß an der Unterseite. Die Basis der Fellhaare ist dunkelgrau. Es gibt keinen Aalstrich oder Rückenstreifen. Die Ohren sind relativ groß und rundlich. Die Gliedmaßen sind an das Klettern angepasst. Die zweiten bis vierten Zehen der Vordergliedmaßen haben verlängerte Krallen. Der erste und der fünfte Zeh der Vordergliedmaßen sind stark reduziert. Bei den Hintergliedmaßen sind der zweite bis vierte Zeh verlängert, der fünfte Zeh ist lang und opponierbar mit einer Kralle. Der erste Zeh ist stark reduziert.

## Verbreitung und Lebensraum
Die Lachaise-Klettermaus kommt im südöstlichen Guinea, in Liberia und in der Elfenbeinküste vor. Sie bewohnt eine Vielzahl von unterschiedlichen Lebensräumen, darunter Grasland, Savannen, Sekundärwälder und Kulturland üblicherweise in Höhenlagen zwischen 50 und 600 m. Die dauerhafte Nähe zu Gewässern scheint wichtig für die Art zu sein.

## Lebensweise
Über die Lebensweise ist nur wenig bekannt. Die Lachaise-Klettermaus baut offenbar Grasnester. Ein Weibchen mit vier Embryos wurde in der Regenzeit gefangen.

## Status
Die Lachaise-Klettermaus wurde 2016 in die Kategorie „unzureichende Datenlage“ (data deficient) in der Roten Liste gefährdeter Arten aufgenommen. Die Art wird in ihrem gesamten Verbreitungsgebiet als selten betrachtet. Die Erstbeschreiber äußerten Bedenken hinsichtlich des möglichen Drucks am Mont Richard-Molard durch den Bergbau und den damit verbundenen menschlichen Aktivitäten. Gefährdungen für die Art im übrigen Verbreitungsgebiet sind jedoch nicht bekannt.